# 德弗羅 (喬治亞州)
德弗羅（英語：Devereux）是位於美國喬治亞州漢考克縣的一個非建制地區。該地的面積和人口皆未知。

## 地理
德弗羅的座標為33°13′20″N 83°04′25″W / 33.22222°N 83.07361°W，而該地的平均海拔高度為177米（即581英尺）。